# Яніс Страупе
Яніс Страупе (латис. Jānis Straupe; народився 3 червня 1989, Рига, Латвія) — латвійський хокеїст, центральний нападник. Виступає за ГеКі (Гейнола) у Mestis-лізі.
Вихованець «Латвіяс Бергз» (Рига). Виступав за СК «Рига», ЛСПА (Рига), ХК «Рига-2000», «Динамо» (Рига), «Динамо-Юніорс» (Рига).
У складі молодіжної збірної Латвії учасник чемпіонатів світу 2007 (дивізіон I), 2008 (дивізіон I) і 2009. У складі юніорської збірної Латвії учасник чемпіонатів світу 2005 (дивізіон I), 2006 (дивізіон I) і 2007.